# Кургоко Атажукин
Кургоко (Хатокшоко) Атажукин (? — 1709/1710) — старший князь-валий Кабарды (ок. 1695—1709/1710), старший сын князя-валия Кабарды Хатокшоко Казиева (1654—1672).

## Биография
После смерти дяди и старшего князя-валия Кабарды Мисоста Казиева (1672—1695), Кургоко Атажукин был избран следующим главным князем-валием Кабарды.
Вел длительную борьбу с Крымским ханством, отстаивая самостоятельность Кабарды.
В 1699 году в Черкессию вторгся крымский отряд под командованием калги Шахбаз-Гирея. Крымцы разорили земли, захватили пленных и угнали скот. В декабре того же года калга Шахбаз-Гирей был убит в Бесланеях в доме кабардинского князя Тимур-Булата.
В 1700 и 1701 годах крымские отряды во главе с царевичем Каплан-Гиреем дважды нападали на Черкессию и Кабарду, разоряли земли и брали пленных.
В 1703 году 60-тысячное (по другим данным 40-тысячное) войско крымцев и их союзников во главе с калгой Казы-Гиреем вторглось в Кабарду. Татары и ногайцы занимались грабежом и сбором дани. В Кабарде вспыхнуло всеобщее восстание.
В 1707 году крымские татары совершили новый набег на Кабарду, в ходе которого грабили, разоряли и собирали дань. Татары взяли тысячи голов скота, но были разбиты кабардинцами.
В правление Кургоко Атажукина произошла знаменитая Канжальская битва (1708), в которой кабардинские князья разгромили большое татаро-турецкое войско под предводительством крымского хана Каплан Герая (до 35 тысяч человек).
Это событие имело большое значение в истории Черкесии и всего Северного Кавказа. Многие эпизоды Канжальской битвы сохранились в адыгском фольклоре в виде преданий и историко-героических песен, где Кургоко Атажукин являлся главным действующим лицом. Кабардинцы под его командованием защитили свою отчизну и сохранили политическую самостоятельность. Канжальская битва высоко подняла авторитет Кабарды на Кавказе.
В 1710 году крымские татары и ногайцы предприняли новый набег на Черкессию и Кабарду, захватив большое количество скота и лошадей.
В 1709 (или в начале 1710) года князь-валий Кургоко Атажукин скончался, овеянный славой и окруженный всеобщим уважением. О времени его правления в Кабарде возникли многочисленные фольклорные сюжеты, известные под названием: «Крымцы и Кабарда», «Мщение Кургоки Атажукина», «Предание о свержении кабардинским народом ига крымских татар».
Его дочь Джан (Вера Дондукова) (умерла в 1777) стала женой калмыцкого хана Дондук-Омбо (1735—1741) и матерью четырех сыновей (Рандул, Додьби, Ассарай и Джю-Бакар).